# 미스코리아 부산
미스코리아 부산(미스 부산)은 1971년부터 시작된 미스코리아의 부산광역시 지역 대회이다. 진, 선, 미 입상자에게는 본선에 진출 할 수 있는 기회가 주어진다.

## 입상자
| 연도   |                 | 진 (眞)  | 선 (善) | 미 (美) |
| ------ | --------------- | -------- | ------- | ------- |
| 1971년 | 노미애          | 권미경   | 송성희  |         |
| 1972년 | 신가정          | 김현     | 이원실  |         |
| 1973년 | 김지민          | 박신화   | 이정숙  |         |
| 1974년 | 정미자          | 정영미   | 박복순  |         |
| 1975년 | 김자영          | 최숙화   | 정순애  |         |
| 1976년 | 정금옥          | 이경화   | 서순자  |         |
| 1977년 | 정정화 · 정혜란 | 여윤미   | 주희자  |         |
| 1978년 | 이진아          | 엄영애   | 황선옥  |         |
| 1979년 | 송근순          | 김세진   | 금길순  |         |
| 1980년 | 정정화          | 엄은희   | 김정아  |         |
| 1981년 | 이미애          | 김찬숙   | 임채련  |         |
| 1982년 | 김명화          | 조형심   | 강현옥  |         |
| 1983년 | 양광미          | 오인옥   | 김정희  |         |
| 1984년 | 이병화          | 김진희   | 김춘경  |         |
| 1985년 | 김숙자          | 임명숙   | 최보인  |         |
| 1986년 | 이현관          | 정혜선   | 송은주  |         |
| 1987년 | 이윤희          | 백지현   | 이인숙  |         |
| 1988년 | 김현정          | 민수정   | 김정은  |         |
| 1989년 | 김숙희          | 이경화   | 황정희  |         |
| 1990년 | 서경미          | 강지희   | 최미경  |         |
| 1991년 | 김정희          | 이현정   | 최정화  |         |
| 1992년 | 박희정          | 김인영   | 김지희  |         |
| 1993년 | 김현숙          | 한가영   | 이지선  |         |
| 1994년 | 이유리          | 김미정   | 허미희  |         |
| 1995년 | 강지혜          | 남궁경희 | 김보경  |         |
| 1996년 | 이지희          | 최숙영   | 송영란  |         |
| 1997년 | 서강미          | 이영주   | 조혜영  |         |
| 1998년 | 조혜진          | 김효진   | 임미경  |         |
| 1999년 | 홍정영          | 윤혜경   | 김효주  |         |
| 2000년 | 최은정          | 선혜련   | 구은주  |         |
| 2001년 | 김이영          | 공지원   | 정연주  |         |
| 2002년 | 조혜령          | 허정윤   | 장수연  |         |
| 2003년 | 안춘영          | 박향미   | 김아름  |         |
| 2004년 | 김현미          | 최나래   | 강혜진  |         |
| 2005년 | 손지영          | 김지연   | 전지은  |         |
| 2006년 | 권은영          | 박희정   | 김혜련  |         |
| 2007년 | 양민화          | 성주희   | 최윤지  |         |
| 2008년 | 유연하          | 송승민   | 배전혜  |         |
| 2009년 | 박음정          | 장지영   | 조윤혜  |         |
| 2010년 | 고현영          | 옥수정   | 김은경  |         |
| 2011년 | 김미선          | 전벼리   | 정혜은  |         |
| 2012년 | 김채령          | 노가연   | 김유리  |         |
| 2013년 | 최혜린          | 정가윤   | 최보배  |         |
| 2014년 | 심혜빈          | 이채린   | 이서빈  |         |
| 2015년 | 류정아          | 조수아   | 안혜령  |         |
| 2016년 | 강해림          | 김도연   | 윤소윤  |         |
| 2017년 | 홍현지          | 김태영   | 하유진  |         |
| 2018년 | 손희주          | 김규리   | 신은혜  |         |
| 2019년 | 김다롬          | 우희준   | 김다영  |         |
| 2020년 | 류서빈          | 정다은   | 박수민  |         |
| 2021년 | 양윤진          | 김나윤   | 박세원  |         |

- 2014년부터 미스 울산과 통합하여 선발하였다.

## 역대 참가자 사진

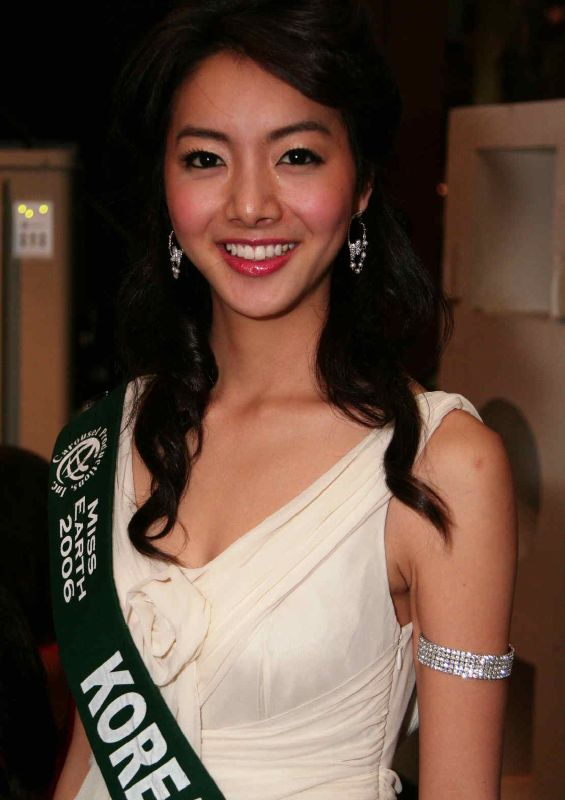
2006년 미스 부산 선 박희정, 2006년 미스코리아 미
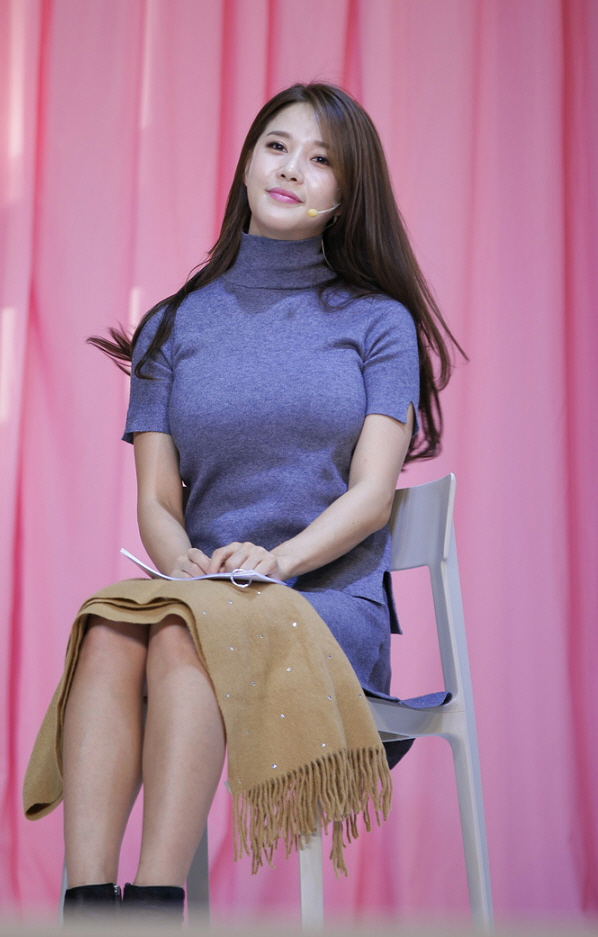
2007년 미스 부산 진 레이 양(양민화), 2007년 미스코리아 후보
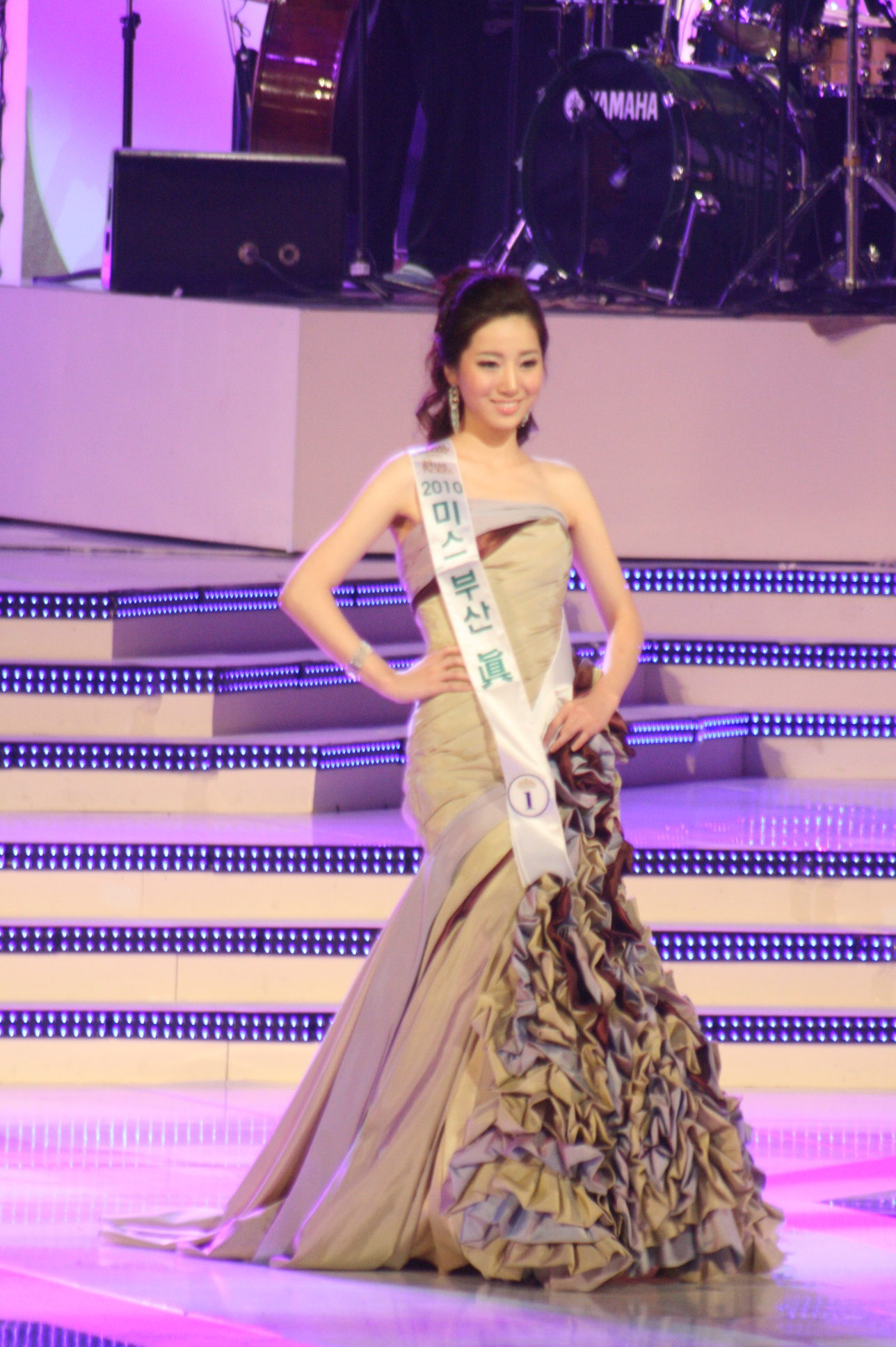
2010년 미스 부산 진 고현영, 2010년 미스코리아 미
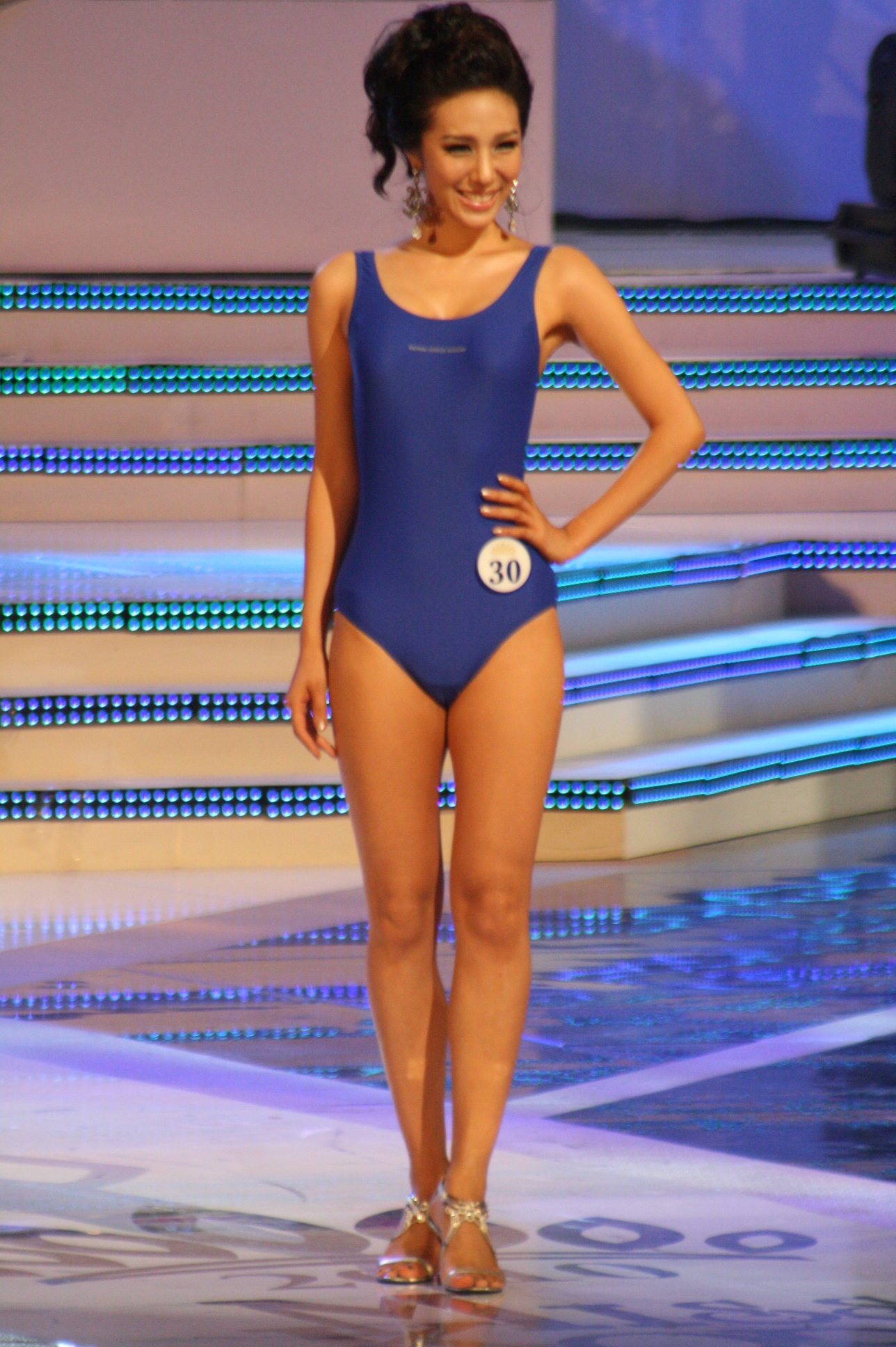
2010년 미스 부산 선 옥수정, 2010년 미스코리아 후보
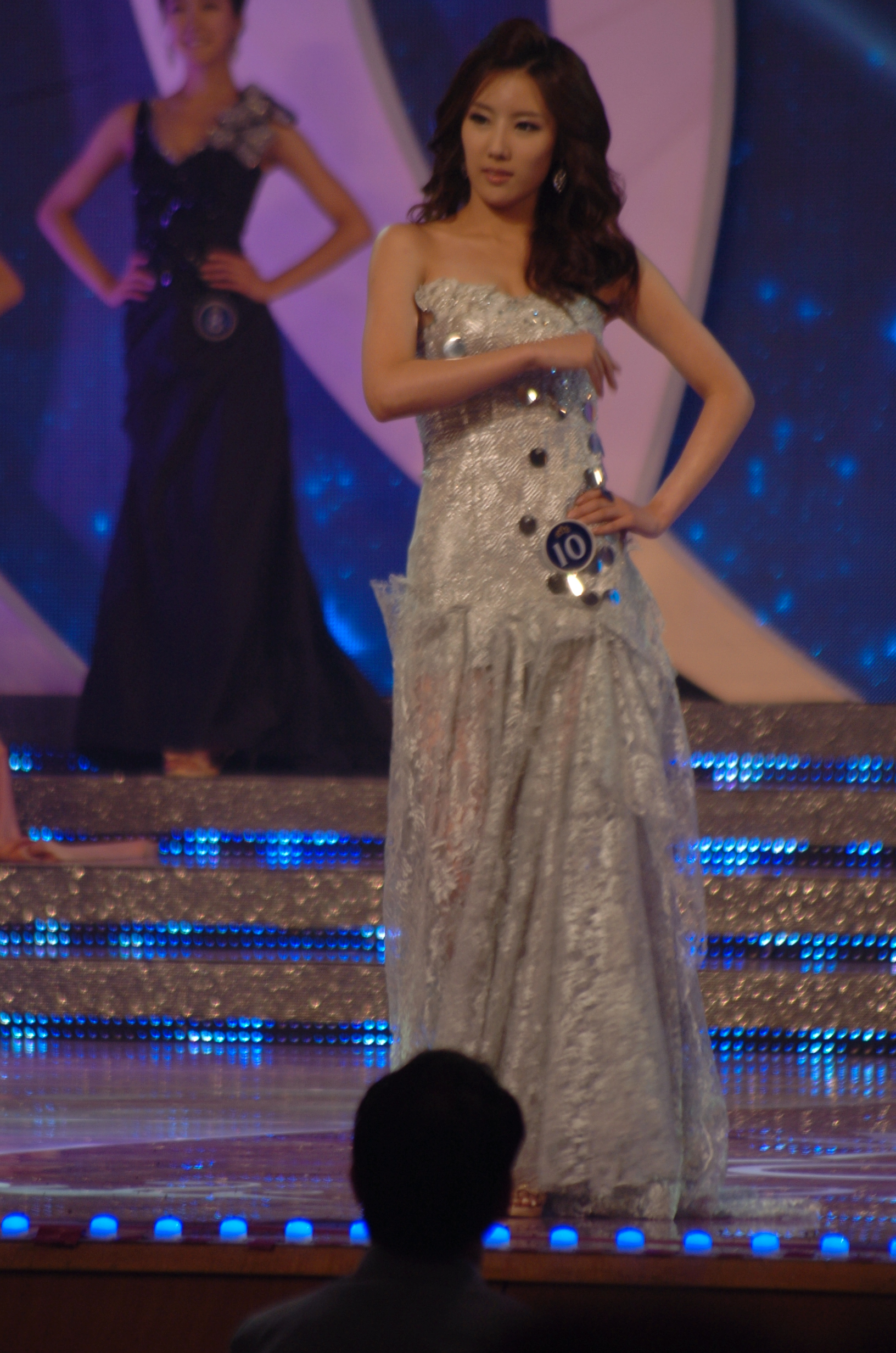
2012년 미스 부산 진 김채령, 2012년 미스코리아 후보
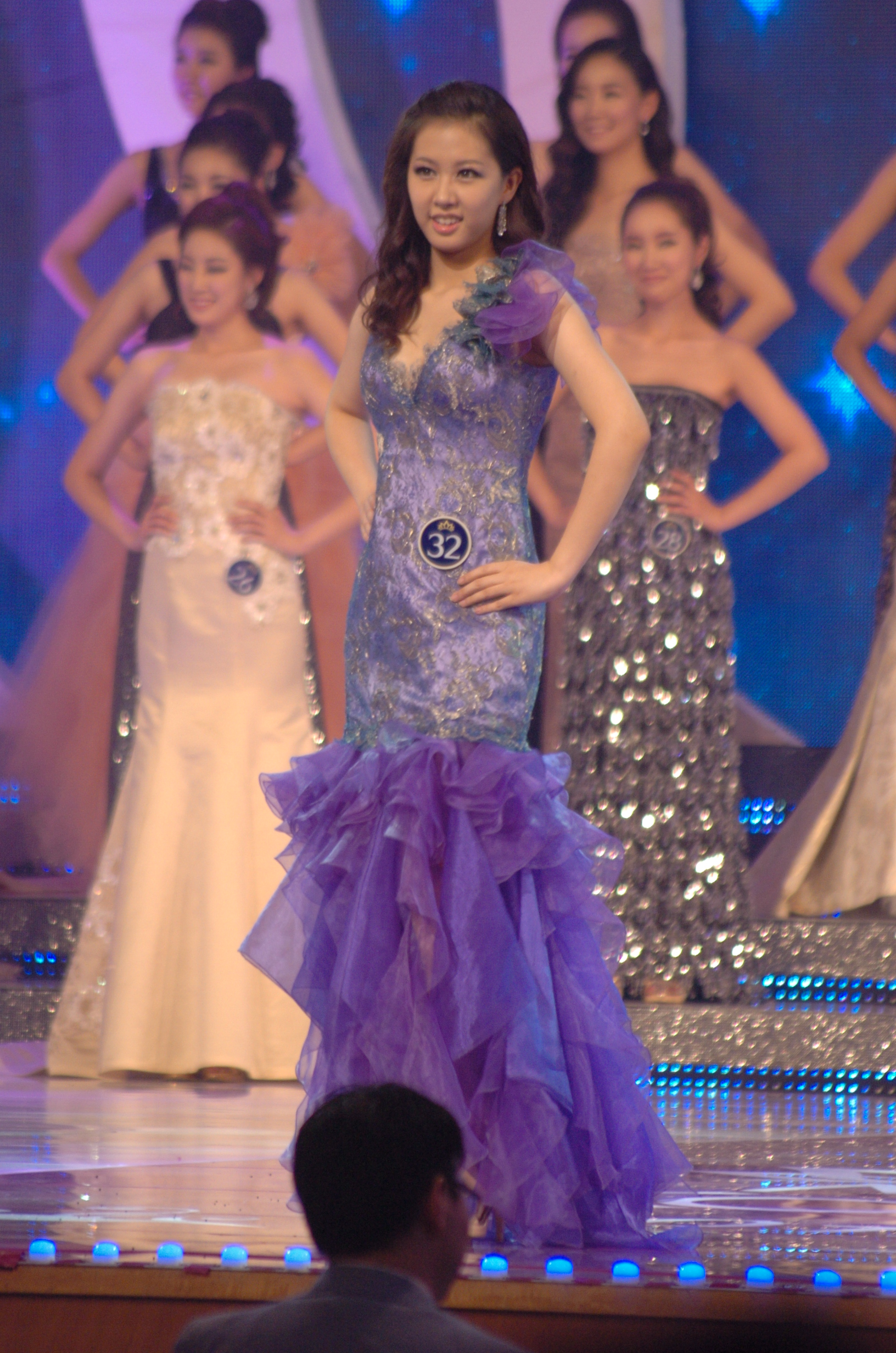
2012년 미스 부산 선 노가연, 2012년 미스코리아 후보
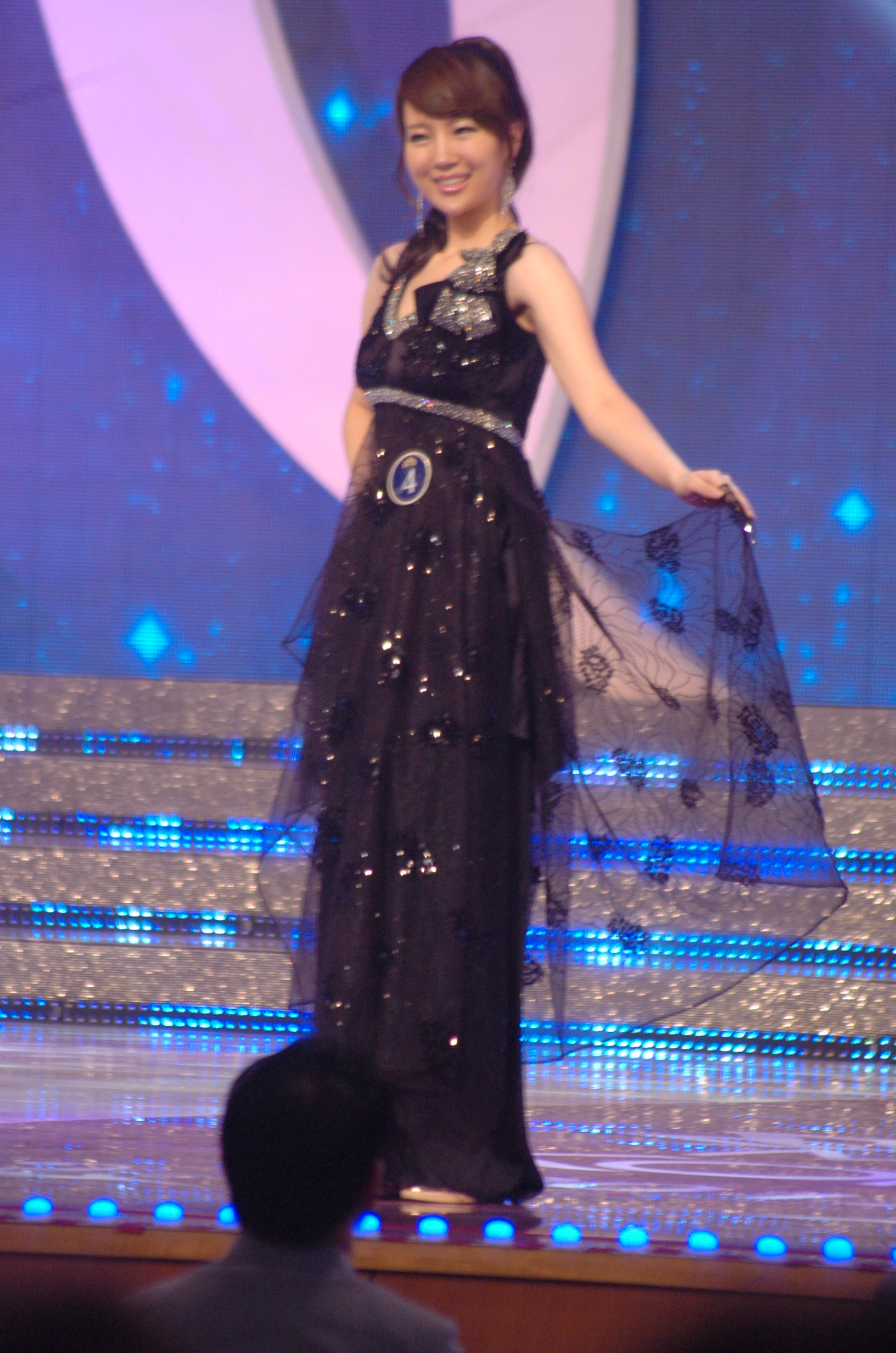
2012년 미스 부산 미 김유리, 2012년 미스코리아 후보
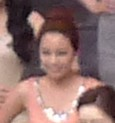
2013년 미스 부산 진 최혜린, 2013년 미스코리아 미